# Domaniža
Domaniža é um município da Eslováquia, situado no distrito de Považská Bystrica, na região de Trenčín. Tem 26,06 km² de área e sua população em 2018 foi estimada em 1.609 habitantes.

## Demografia
| Ano:        | 1994 | 2004   | 2014   | 2024   |
| ----------- | ---- | ------ | ------ | ------ |
| Broj ljudi: | 1533 | 1487   | 1513   | 1644   |
| Razlika:    |      | -3,00% | +1,74% | +8,65% |

| Ano:               | 2023 | 2024   |
| ------------------ | ---- | ------ |
| Número de pessoas: | 1638 | 1644   |
| Diferença:         |      | +0,36% |